# Ментель, Бибиан
Бибиан Ментель (нидерл. Bibian Mentel; 27 сентября 1972, Утрехт — 29 марта 2021, Лусдрихт, Северная Голландия) — нидерландская пара-сноубордистка, выступавшая в сноуборд-кроссе в категории SB (стоячих спортсменов). Чемпионка мира по пара-сноуборду.
В 2014 году на XI зимней Паралимпиаде в Сочи Бибиан стала лауреатом премии за достижения имени доктора Ванг Юн Дай.

## Спортивная карьера
- 1 место на Чемпионате мира по пара-сноуборду 2012 в сноуборд-кроссе (класс SB);
- 1 место на этапе Кубка мира по пара-сноуборду (WSF) в сноуборд-кроссе (класс SB) на предпаралимпийской неделе в Сочи, Россия (6-7 марта, 2013 года).[8]